# Pygathrix
Pygathrix É. Geoffroy, 1812 è un genere di scimmie del Vecchio Mondo della famiglia Cercopithecidae (sottofamiglia Colobinae) diffuso in Cina ed Indocina. Vengono comunemente chiamate pigatrici o langur duca.

## Sistematica
Il genere comprende tre specie:
- Pygathrix nemaeus - langur duca dalle gambe rosse
- Pygathrix nigripes - langur duca dalle gambe nere
- Pygathrix cinerea  - langur duca dalle gambe grigie

## Descrizione
Il langur duca dalle gambe rosse presenta tipicamente le zampe amaranto brillante e delle macchie rossastre intorno agli occhi. Il langur duca dalle gambe grigie è meno appariscente, con zampe chiazzate di grigio e segni arancioni sulla faccia. Entrambi hanno corpi chiazzati di grigio, mani e piedi neri e guance bianche, sebbene i peli delle guance del langur duca dalle gambe rosse siano un po' più lunghi. Il langur duca dalle gambe nere ha le zampe nere. I loro lunghi arti anteriori e la coda conferiscono a queste scimmie una strabiliante agilità nel loro habitat arboricolo.